# Petra Knor
Petra Knor (22 febbraio 1980) è un'ex sciatrice alpina austriaca.

## Biografia
Originaria di Umhausen e attiva dal dicembre del 1995, la Knor esordì in Coppa Europa il 18 gennaio 1999 a Lachtal in slalom gigante e in Coppa del Mondo il 23 gennaio 2000 a Cortina d'Ampezzo nella medesima specialità, in entrambi i casi senza completare la prova; nella stessa stagione e nella stessa specialità ai Mondiali juniores del Québec vinse la medaglia di bronzo e, il 14 marzo a Ischgl, conquistò il primo podio in Coppa Europa (2ª).
Il 19 dicembre 2001 ottenne il miglior piazzamento in Coppa del Mondo, a Sestriere in slalom speciale (25ª); nel prosieguo della stagione in Coppa Europa conquistò nella medesima specialità l'unica vittoria, il 1º febbraio 2002 a Lenggries, e l'ultimo podio, il 17 febbraio seguente a Bad Hofgastein (3ª). Il 26 gennaio 2003 prese per l'ultima volta il via in Coppa del Mondo, a Maribor in slalom speciale senza completare la prova, e si ritirò all'inizio della stagione 2004-2005: la sua ultima gara fu uno slalom speciale FIS disputato il 18 dicembre a Filzmoos, chiuso dalla Knor al 17º posto. Non prese parte a rassegne olimpiche o iridate.

## Palmarès

### Mondiali juniores
- 1 medaglia:
  - 1 bronzo (slalom gigante a Québec 2000)

### Coppa del Mondo
- Miglior piazzamento in classifica generale: 113ª nel 2002

### Coppa Europa
- Miglior piazzamento in classifica generale: 5ª nel 2002
- 7 podi:
  - 1 vittoria
  - 3 secondi posti
  - 3 terzi posti

#### Coppa Europa - vittorie
| Data             | Località  | Paese    | Specialità |
| ---------------- | --------- | -------- | ---------- |
| 1º febbraio 2002 | Lenggries | Germania | SL         |

Legenda:

SL = slalom speciale